# Световое ограждение

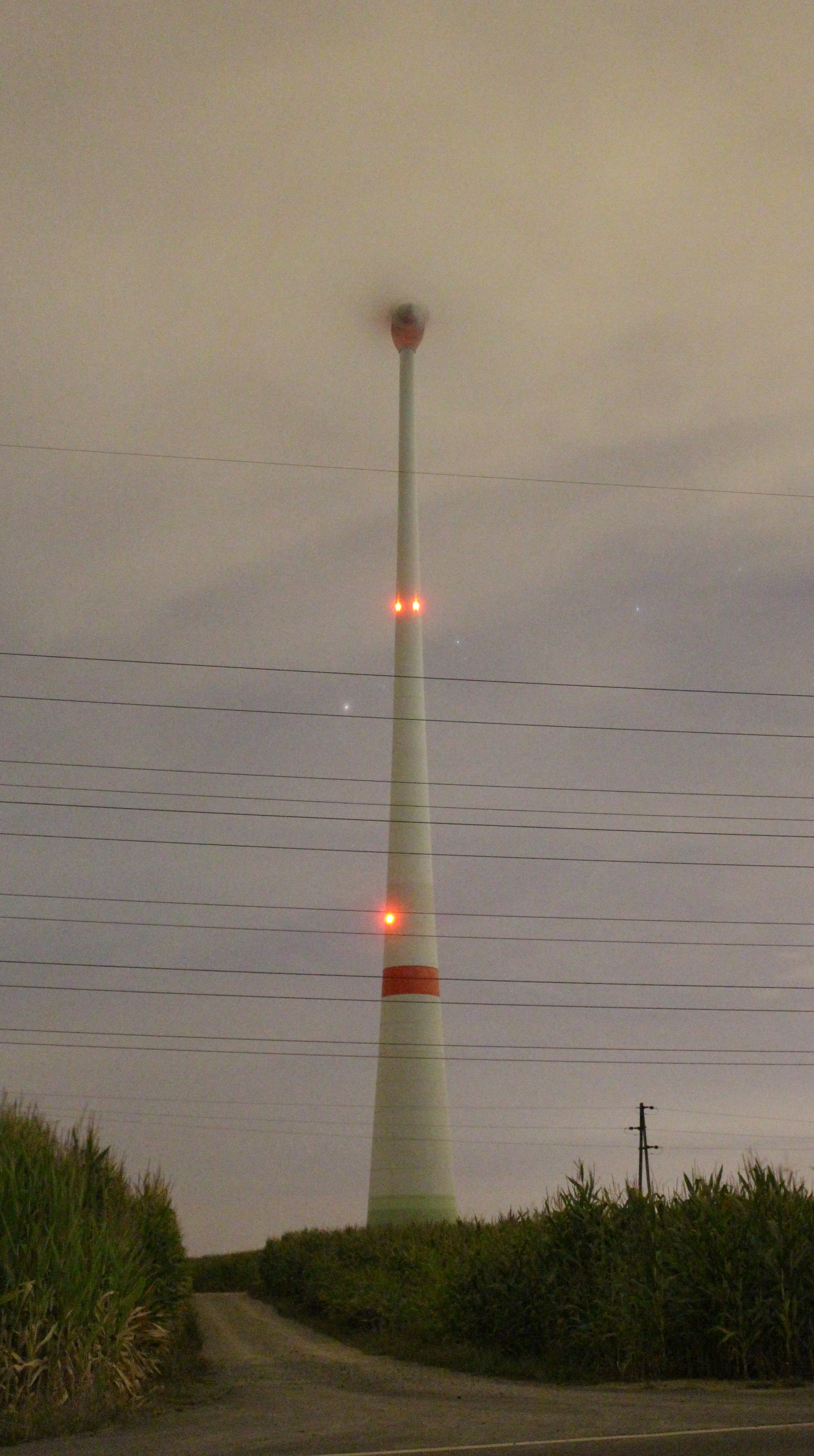
Огни светового ограждения на ветровой турбине в Ингерсхайме (Германия)

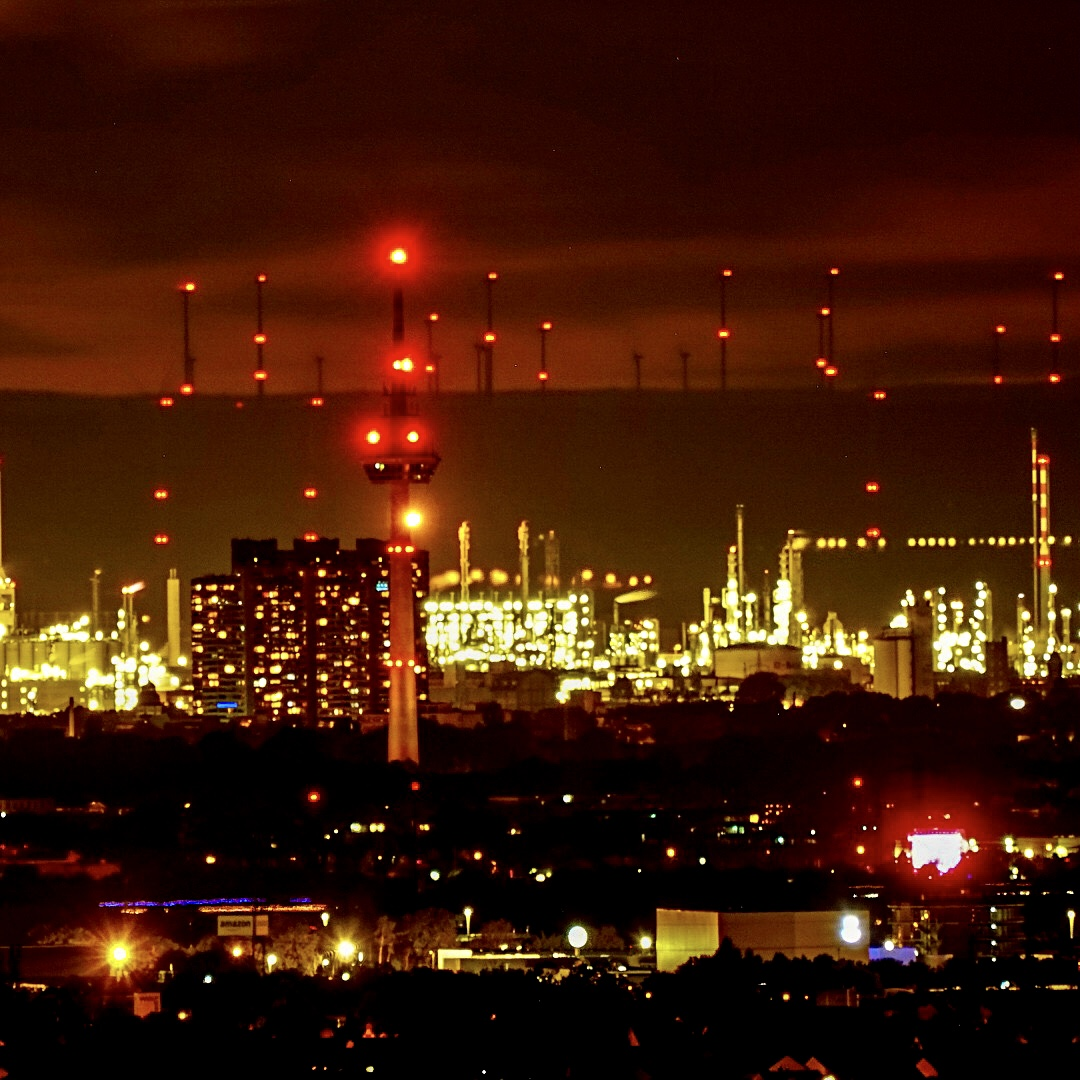
Огни светового ограждения на телекоммуникационной башне и сооружениях НПЗ в Мангейме (Германия)

Световое ограждение — огни для светосигнальной маркировки высотных и протяженных объектов в темное время суток и в условиях плохой видимости с целью предупреждения пилотов о наземных препятствиях и обеспечения, таким образом, безопасности воздушного движения. 
По действующим в России правилам так должны обозначаться объекты высотой 100 м и более независимо от места их расположения, а также объекты меньшей высоты вблизи аэродромов. Препятствия должны иметь световое ограждение на самой верхней части (точке) и ниже через каждые 45 м. На дымовых трубах верхние огни размещаются ниже обреза трубы на 1,5 – 3,0 м. Для протяженных препятствий в виде горизонтальных сетей (антенн, линий электропередач и др.), подвешенных между мачтами, заградительные огни устанавливаются на мачтах (опорах) независимо от расстояния между ними. Световое ограждение должно включаться для работы на период темного времени суток (от захода до восхода солнца), а также на период светлого времени суток при плохой и ухудшенной видимости (туман, дымка, снегопад, дождь и т. п.).